# لوسيانا غونزاليس كوستا
لوسيانا غونزاليس كوستا (بالإسبانية: Luciana González Costa)‏ هي ممثلة أرجنتينية، ولدت في 29 نوفمبر 1976 ببوينس آيرس في الأرجنتين.

## وصلات خارجية
- لوسيانا غونزاليس كوستا على موقع IMDb (الإنجليزية)
- لوسيانا غونزاليس كوستا على موقع قاعدة بيانات الفيلم (الإنجليزية)